# Джуліус Маада Біо
Джуліус Маада Біо (англ. Julius Maada Bio, нар. 12 травня 1964 року, Тихун, Сьєрра-Леоне) — політичний діяч Сьєрра-Леоне, голова Національної тимчасової правлячої ради (військового уряду Сьєрра-Леоне) 16 січня — 29 березня 1996 року, президент країни з 4 квітня 2018 року.

## Біографія
Один з 35 синів вождя племені согбіні, що належить до народу менде. Спочатку планував отримати вищу освіту в коледжі Фура-Бей — головному вищому навчальному закладі країни, але змінив свої плани і в 1985 році поступив на військову службу. В 1990 році був відряджений до Ліберії в складі міжнародного контингенту для припинення громадянської війни, де познайомився з Валентином Страссера і Соломоном Мусою, а вже в 1991 році переведений на батьківщину, де також почалася громадянська війна, розв'язана об'єднаним революційним фронтом.
Брак коштів на виплату заробітку привела до організованого в 1992 році групою молодих офіцерів, в тому числі і Біо, маршу на столицю країни, Фрітаун, в результаті якого президент Джозеф Саїду Момо втік із країни, а влада перейшла до військового уряду під керівництвом Страссера. Біо спочатку мав під орудою південну провінцію країни, звідки сам був родом, але в 1994 році став заступником Страссера, замість Муси, який втік до Великої Британії. Невдалі переговори з повстанцями що захопили значну частину території країни про створення коаліційного уряду похитнули позиції Страссера, що відстрочив спочатку заплановані на 1995 рік вибори, після чого Біо, спираючись на підтримку більшості членів хунти, змістив Страссера і сам очолив країну. Виступивши за негайну передачу влади цивільному уряду, незалежно від успіхів у війні, Біо організував президентські вибори, на яких переміг Ахмад Теджан Кабба, представник Народної партії Сьєрра-Леоне, яка перебувала при владі до 1967 року.
Передавши владу Кабба, він пішов у відставку і переїхав в США, де закінчив Американський університет за фахом «міжнародні відносини». Повернувшись на батьківщину, в 2005 році він вступив до правлячої НПСЛ і виставив свою кандидатуру на посаду голови, проте програв. В 2007 році резонансу набула заява Біо, що він може організувати новий переворот, щоб запобігти перемозі на виборах опозиційного Всенародного конгресу, що авторитарно правив до перевороту 1992 року. Новим президентом, однак, був обраний саме кандидат Всенародного конгресу Ернест Бай Корома. В 2012 році Біо був висунутий НПСЛ на посаду президенти, але зазнав поразки від переобраного на другий термін Корома, отримавши близько 37 % голосів.
У складній боротьбі йому вдалося здобути перемогу в другому турі президентських виборів і 31 березня 2018 року його було оголошено переможцем, за декілька днів після цього він обійняв посаду президента.